# Schizocosa serranoi
Schizocosa serranoi là một loài nhện trong họ Lycosidae.
Loài này thuộc chi Schizocosa. Schizocosa serranoi được Cândido Firmino de Mello-Leitão miêu tả năm 1941.